# François de France (1466)
Pour les articles homonymes, voir François de France, Dauphin François et François de Valois.
Titre
Dauphin de Viennois
4 décembre 1466 – 4 décembre 1466
(moins d’un jour)
François de France, dauphin de Viennois, né et mort le 4 décembre 1466 à Orléans, est un des fils du roi Louis XI et de Charlotte de Savoie.

## Biographie
François est le troisième fils et le sixième enfant de Louis XI et de son épouse Charlotte de Savoie. Il voit le jour le 4 décembre 1466 à Orléans, où la cour itinérante séjourne du 26 novembre au 21 décembre. Son prénom, assez inhabituel à l'époque, lui est peut-être donné en hommage à François d'Assise. Titré dauphin de Viennois dès sa naissance, François est appelé à succéder à son père sur le trône de France après sa mort.
La naissance du dauphin, premier fils du couple royal à naître après son avènement sur le trône le 22 juillet 1461, survient après les morts en bas âge de ses frères aînés, Louis et Joachim. Par ailleurs, elle renforce les espoirs de Louis XI, affaibli l'année précédente par la Ligue du Bien public conduite par son frère cadet et héritier présomptif Charles, duc de Berry, dont les manigances avec Charles le Téméraire l'inquiètent sérieusement.
Le dauphin François ne montera cependant jamais sur le trône de France, puisqu'il meurt prématurément quatre heures après sa naissance, toujours à Orléans. Sa mort peine profondément le couple royal et le prive d'un héritier, ce qui contraint Louis XI à composer provisoirement avec son frère Charles. Toutefois, Charlotte de Savoie réussit à accoucher quatre ans plus tard d'un autre fils : il s'agit du futur Charles VIII. 